# 娜塔莎·汉森
娜塔莎·汉森（英語：Natasha Hansen，1989年11月15日—），新西兰女子自行车运动员，主攻场地自行车。她曾代表新西兰参加2018年英联邦运动会自行车比赛，获得二枚银牌和一枚铜牌。